# El resguardo de tabacos
La Cachette de tabac
El resguardo de tabacos (« La Garde du tabac ») est une peinture réalisée par Francisco de Goya en 1780 et faisant partie de la quatrième série des cartons pour tapisserie destinée à l'antichambre du Prince des Asturies au Palais du Pardo.
Il traite d'un sujet bien connu à l'époque : la contrebande de tabac et la garde de celui-ci.

## Contexte de l'œuvre
Tous les tableaux de la quatrième série sont destinés à l'antichambre du Prince des Asturies, c'est-à-dire de celui qui allait devenir Charles IV et de son épouse Marie Louise de Parme, au palais du Pardo. Le tableau fut livré à la Fabrique royale de tapisserie le 24 janvier 1780. Par un document daté du  2 octobre 1777, mais dont on ne connait pas la provenance, il est dit que la tapisserie El Resguardo de tabacos devait être accrochée sur le mur sud de l'antichambre des princes à côté d'une autre tapisserie : La Novillada.
Il fut considéré perdu jusqu'en 1869, lorsque la toile fut découverte dans le sous-sol du Palais royal de Madrid par Gregorio Cruzada Villaamil, et fut remise au musée du Prado en 1870 par les ordonnances du 19 janvier et du 9 février 1870, où elle est exposée dans la salle 91. La toile est citée pour la première fois dans le catalogue du musée du Prado en 1876, au numéro 24 de l'annexe I.
La série était composée de El Ciego de la guitarra, El Columpio, Las Lavanderas, La Novillada, El Resguardo de tabacos, El Muchacho del pájaro et El Niño del árbol, Los Leñadores, El Majo de la guitarra, La Cita, El Médico, El Balancín et deux cartons perdus, El Perro et La Fuente.

## Analyse
« Il représente cinq gardiens de tabac : deux assis, et un debout, non loin d'une rivière, observant les alentours comme s'il était en reconnaissance. Deux d'entre eux sont bien armés. » Telle est la description qu'en donne Goya lui-même. On note, dans le paysage d'arrière plan, l'influence de Diego Vélasquez.
Les héros de ce genre d'épisodes étaient généralement à l'époque, les contrebandiers. Goya a voulu faire le portrait, ou plus exactement mettre en scène, les défenseurs des intérêts nationaux selon Gregorio Cruzada Villaamil. Bien que le peintre ait identifié les personnages comme des « gardes », Janis Tomlinson suggère qu'il pourrait s'agir de ruffians plutôt que de gardiens. Enfin, l'évident symbolisme sexuel de la pièce est complété par La novillada, de la même série.
Cette peinture a des racines profondes dans la littérature espagnole de l'âge d'or. Le symbole de l'épée comme bastion de la masculinité a été idéalisé par le comte de Villamediana et par Francisco de Quevedo, qui ont tous deux publié de célèbres sonnets sur le sujet.